# Sant Blai (Alacant)

Localització del barri de Sant Blai respecte la ciutat d'Alacant

Sant Blai (oficialment Sant Blai-Sant Doménec) és un barri de la ciutat d'Alacant. Limita a l'est amb els barris de Campoamor, el Mercat i l'Eixample-Diputació; al sud amb el barri d'Alipark; i a l'oest amb el Polígon de Sant Blai. Segons el cens de 2006, té 9.282 habitants (4.407 homes i 4.875 dones).
Durant la Guerra Civil fou conegut com a barri de la Llibertat.